# Мінусінська улоговина
Мінусі́нська улого́вина, Хакасько-Мінусінська улоговина (рос. Минусинская котловина) — південна частина великої міжгірської Мінусінської западини на півдні Красноярського краю. Обмежена на півдні Західним Саяном, на заході — Абаканським хребтом, на півночі — відрогами Кузнецького Алатау і на сході — відрогами Східного Саяну.
Рельєф переважно увалисто-рівнинний, розчленований долинами.
Висота від 200—300 до 700 м. Рівнини і окремі низкогорні масиви складені сланцями, пісковиками, конгломератами, мергелями, вапняками, а також туфами, порфірітами і сієнітами палеозойського віку, які на більш знижених ділянках перекриті суглінками, лесами і супісками.
Клімат різко континентальний, місцями посушливий. Середня температура січня від — 16 до — 20,5 °C, червня від 18,2 до 19,6 °C. Взимку бувають морози до — 52 °C, а влітку температура іноді піднімається до 45 °C. Тривалість вегетаційного періоду близько 150—160 діб. У центральній частині улоговини випадає 240—270 мм на периферії — до 450—500 мм опадів (майже 2/3 їх припадає на літо).

## Річки
- Єнісей
- Абакан
- Оя
- Туба

## Озера
- Тагарське озеро
- Солоне озеро

## Степи
- Абаканський степ
- Койбальський степ
- Уйбатський степ

## Міста
- Абакан
- Мінусінськ